# Mesures de représailles prises par la Russie en 2022

Carte des pays ayant mis en place des sanctions contre la Russie en 2014.

Les mesures de représailles prises par la Russie sont une série de mesures prises en 2022 par la Russie à la suite de l'invasion de l'Ukraine et en réponse aux sanctions occidentales. Ces mesures accentuent l'isolement de la Russie et aggravent la crise énergétique en Europe.

## Contexte
En février 2022, en rétorsion à l'invasion de l'Ukraine, des sanctions sont mises en place à l'encontre de la Russie, notamment par l'Union européenne, le Royaume-Uni et les États-Unis.
Certains pays d’Asie se joignent aux sanctions internationales parmi lesquels la Corée du Sud, le Japon, Taïwan et Singapour.

## Détail des sanctions
Afin de limiter l'effet des sanctions prises par les pays occidentaux et en représailles à celles-ci, la Russie adopte rapidement des contre-mesures. « Conformément au principe de réciprocité, qui est à la base du droit international, nous prendrons des mesures de rétorsion sévères » a déclaré le 24 février 2022 Sergueï Lavrov, le ministre russe des affaires étrangères.
Ces mesures sont néanmoins qualifiées d'asymétriques : la Russie, dont le PIB est voisin de celui de l'Espagne, ne dispose pas de la puissance économique des États-Unis ou de l'Union Européenne.
Les mesures de rétorsion prises par la Russie se décomposent en deux grands groupes : les mesures sur les personnes et les mesures d'ordre économique et commercial.

### Lois sur l'encadrement de l'information
Une loi a été adoptée par la Douma d'État le 4 mars 2022, qui punit d'une peine de prison pouvant aller jusqu'à 15 ans toute personne, qu'elle soit journaliste ou pas, qui émet des « fausses informations » sur les forces armées russes. En ligne de mire se trouve l'utilisation des mots « guerre » ou « invasion » pour parler de l'opération militaire qui se déroule en 2022 en Ukraine. La terminologie officielle du Kremlin est « opération spéciale ». Par ailleurs, un amendement a été adopté afin d'interdire les « appels à imposer des sanctions à la Russie », qui s'applique là aussi à tous, particuliers comme professionnels ainsi que sur les médias sociaux. En réaction à ce durcissement, de nombreuses rédactions occidentales qui emploient sur place des équipes ont suspendu leur couverture locale le temps d'évaluer le risque inhérent à la nouvelle réglementation. Chez les médias russes, les journaux indépendants Novaïa Gazeta et The Bell (ru) ont décidé de ne pas couvrir le conflit ukrainien.
Le régulateur des médias Roskomnadzor a par ailleurs bloqué Facebook et restreint l'accès à Twitter. L'édition locale de la BBC, de la Deutsche Welle ainsi que le site indépendant Meduza et Radio Svoboda (filiale de Radio Free Europe) se sont vus restreindre leur possibilité de toucher le public russe. La radio indépendante russe Écho de Moscou ainsi que la chaîne de télévision indépendante en ligne Dojd sont désormais interdites.
Par ces différentes actions, le gouvernement russe ne veut pas simplement museler les médias, mais aussi restreindre la liberté d'expression et contrôler l'information,.
Andy Stone, le responsable de la communication de Meta affirme le 10 mars 2022 :

« En raison de l'invasion russe de l'Ukraine, nous faisons preuve d'indulgence pour des formes d'expression politique qui enfreindraient normalement nos règles sur les discours violents telles que "mort aux envahisseurs russes" »

— Andy Stone.
La réaction des autorités russes est immédiate. Le 11 mars 2022, Instagram est bloqué pour le territoire russe. Le Comité d'enquête de Russie va lancer une enquête à cause des « appels illégaux aux meurtres de ressortissants russes de la part des collaborateurs de la société américaine Meta ». Le comité d'enquête russe engage par ailleurs des poursuites pour « appels publics à des activités extrémistes et assistance à des activités terroristes » en s'intéressant en particulier à Andy Stone.
L'irruption sur le plateau de Channel One de Marina Ovsiannikova le 15 mars 2022 avec une pancarte "No War" a entrainé dès le lendemain une nouvelle vague de blocages d'au moins 15 médias par le régulateur des médias et télécoms Roskomnadzor. Parmi les médias bloqués on peut citer la BBC, le site d'investigation Bellingcat, des médias russes locaux (Kavkazkï Ouzel, Perm Daily), des médias russophones présents en Ukraine, en Estonie (Postimees) ou en Israël (9 TV Channel Israel et Vesty Israel).
Une loi adoptée le 21 mars 2022, interdit sur le territoire russe les réseaux Facebook et Instagram (auparavant ils n'étaient que bloqués). La décision arrive après la décision de Meta de faire preuve d'indulgence dans la modération des messages de haine envers les Russes.
Une nouvelle loi sur le contrôle de l'information, adoptée le 22 mars 2022, permet de punir pour « information mensongère » les russes qui tiendraient des propos non conformes sur l'action de Moscou sur le territoire russe et à l'étranger. Cette nouvelle loi permet d'atteindre les russes qui diffuseraient de l'information sur les activités à l'étranger de l'armée russe. La peine minimum encourue est de 3 ans, portée à 5 ans s'il s'agit d'une activité de groupe, d’un « abus de position officielle », d’une « création artificielle de preuves » ou si l’acte est « motivé par la haine ou l’hostilité politique, idéologique, raciale, nationale ou religieuse ». La peine peut être portée à 15 ans si la diffusion des « informations mensongères » entraîne de graves conséquences.
À partir du 24 mars 2022, Google News n'est plus accessible en Russie après une décision de Roskomnadzor, devenant ainsi le premier service de Google à ne plus être disponible en Russie.
Jugeant la pression extérieure devenue trop importante, le dernier média indépendant russe Novaya Gazeta a décidé lundi 28 mars 2022 de suspendre sa publication en ligne jusqu'à la fin de l'opération militaire en Ukraine.
Alors que Google a quitté le marché russe, il vient de recevoir en juillet 2022, une amende record de 363 millions d'euros. Roskomnadzor reproche à Google de ne pas avoir bloqué des vidéos disponibles sur Youtube et propageant de « fausses informations » sur la guerre en Ukraine, « faisant la propagande de l'extrémisme et du terrorisme » ou « appelant des individus mineurs à participer à des manifestations non autorisées ».

### Fermeture de l'espace aérien
L'agence russe de transport aérien Rosaviatsia annonce fermer son espace aérien aux compagnies aériennes de nombreux pays. Sont concernés : les pays de l'Union européenne, l'Albanie, Anguilla, le Canada, Gibraltar, le Royaume-Uni, les Îles Vierges britanniques, l'Islande, les États-Unis et la Suisse,.
Pour les pays européens, cette mesure allonge la durée des vols longs courriers à destination des pays asiatiques (principalement le Japon, la Corée et la Chine), avec une hausse du temps de trajet de 1 à 2 heures. Une hausse du prix du billet est à attendre pour ces destinations. Pour certains pays comme la Finlande, le surcoût est tel que la compagnie nationale a préféré abandonner la desserte de certaines destinations asiatiques.

### Fermeture des ports et voies navigables
Le gouvernement russe annonce le dépôt d'un projet de loi afin de pouvoir interdire aux navires des pays hostiles d'entrer dans les ports russes et d'emprunter les voies navigables russes.

### Gel des rapatriements d'avions
Les compagnies aériennes russes utilisent beaucoup la location d'avions pour leurs lignes long-courriers. Au 10 mars 2022, la flotte louée représentait 523 avions, Boeing ou Airbus pour la plupart. Ceux-ci sont habituellement immatriculés aux Bermudes. Dès les premières mesures concernant la fermeture de l'espace aérien aux compagnies aériennes russes, les autorités russes ont demandé aux compagnies aériennes de rapatrier les avions loués en Russie ou en Biélorussie. Le gouvernement russe a alors autorisé par un décret présidentiel les compagnies à procéder à la ré-immatriculation en Russie à leur nom de leurs avions loués et immatriculés aux Bermudes. Ce procédé, illicite, permet de continuer de pouvoir exploiter l'avion en Russie en dehors des normes internationales. Cela a pour effet d'empêcher le rapatriement de ces avions dans leur pays d'origine ou dans un pays occidental ; il s'agit concrètement d'une confiscation de biens. Les loueurs ont en théorie jusqu'au 28 mars 2022 pour récupérer les appareils en location. Mais le consensus des professionnels incite à considérer ces appareils, représentant un actif chiffré à 15 milliards de dollars, comme définitivement perdu,,,,.
À la date du 28 mars 2022, seuls 78 avions ont pu être récupérés par les loueurs d'avions sur les 683 loués par la Russie. Mais plus de 500 avions sont restés coincés sur le territoire russe afin de les soustraire au rapatriement. Pour les compagnies occidentales qui louaient ces avions, il s'agit d'un holdup. Au vu du traité du Cap qui règlemente les droits et obligations des compagnies avec les loueurs d'avions, la Russie a violé ce traité et commis un vol en s'opposant à la restitution de ces avions. Les loueurs vont toutefois pouvoir se faire rembourser la valeur des avions par les assureurs, soit un peu plus de 10 milliards de dollars.

### Mesures financières prises par la Banque centrale
Dès que la nature des sanctions financières occidentales sont connues, Vladimir Poutine demande à Elvira Nabioullina d'opérer un virage complet à la tête de la Banque centrale de Russie, passant d'une politique plutôt libérale et ouverte à un système contrôlé qui va vers l'autarcie.

#### Contrôle des capitaux
Dès le gel de ses avoirs constaté, la Banque de Russie a établi un gel des capitaux dont les principales mesures sont : 
- l'interdiction de sortir des capitaux (vente de roubles pour acheter des dollars),
- le dépôt à la banque centrale de 80 % du montant des exportations en devises[24],
- la limitation à 10 000 $ du montant en espèces qu'un particulier peut sortir de Russie[25].

#### Interdiction pour les étrangers de vendre des participations
La Banque Centrale russe a interdit dès le 2 mars 2022 aux étrangers de vendre leurs participations dans des sociétés russes. Cette décision est destinée à contrôler les sorties de capitaux. Cela n'a pas empêché des firmes internationales comme BP, Shell et Exxon Mobil de partir de Russie sans même chercher à revendre leurs participations.
Le vendredi 5 août 2022, le président Poutine a pris un décret présidentiel qui interdit aux entreprises des pays dits « inamicaux », de vendre les participations dans des projets qu'ils détiennent en Russie dans le domaine de l'énergie et de la banque. Par exception, Poutine pourrait accorder des dérogations pour que ces transactions aient lieu. Cette mesure vise notamment le projet pétrolier Sakhaline I où ExxonMobil détient 30 % de participation, accompagnée du japonais Sodeco pour 30 % et de l'indien ONGC Videsh pour 20 %. Dans le secteur des banques, tombent sous le coup de cette loi l'italien Unicrédit, l'autrichien Raiffeisen Bank ou encore la britannique HSBC.
La mesure a été complétée en mars 2023, pour les autres secteurs de l'économie, par une taxe de 5% de la valeur marchande des actifs cédés. Un durcissement des autorités russes qui permet à la fois de décourager les entreprises occidentales de quitter la Russie et de renflouer les caisses de l'état.

#### Saisie d'actifs d'entreprises occidentales
En représailles au projet de durcissement des sanctions occidentales par la confiscation des avoirs russes en Europe pour financer l'effort de guerre ukrainien, Vladimir Poutine a pris un décret permettant de saisir les avoir de deux énergéticiens européens, l'entreprise finlandaise Fortum et l'entreprise allemande Uniper. Ce décret date du 25 avril 2023. Le porte-parole du gouvernement a précisé que la  liste des  entreprises occidentales est amenée à s'allonger. Ces saisies d'entreprises européennes est destinée à  « constituer un fonds d'indemnisation pour l'application éventuelle de contre-mesures contre l'expropriation illégale des avoirs russes à l'étranger », selon Dmitri Peskov.

#### Fermeture de la bourse de Moscou
Afin d'amortir les sanctions occidentales, la banque centrale russe a décidé de fermer la bourse de Moscou le 25 février jusqu'au 5 mars au minimum, fermeture repoussée de semaine en semaine jusqu'au 18 mars. Selon le quotidien économique Vedomosti, la bourse de Moscou pourrait rouvrir, pour des opérations de gré à gré, le 14 voire le 15 mars 2022. Le 24 février 2022, juste après l'invasion de l'Ukraine, la bourse de Moscou a perdu près de 40 % en quelques heures. À sa réouverture partielle (seulement 33 actions sont négociables) le 24 mars 2022 la bourse moscovite enregistre une progression. L'indice MOEX Russie progresse de 10% alors que la perte s'élève à 45% pour la journée du 24 février. Cependant le gouvernement russe est soupçonné d'avoir utilisé l'argent du Fonds de la richesse nationale de la fédération de Russie pour soutenir les cours,.
La banque centrale décide le 28 février 2022 de fixer son taux directeur à 20 % afin de soutenir le rouble. Avant d'amorcer une décrue qui le mène à 14% le 29 avril 2022.
La bourse de Moscou rouvre son marché des dérivés aux pays amis. Le marché des actions reste fermé pour tous les pays étrangers afin d'éviter que des transactions de pays hostiles ne transitent par des pays amis pour être conclues et que les pays hostiles ne se débarrassent ainsi de leurs actions russes.

#### Remboursement de la dette russe en roubles
Un décret du 5 mars 2022 prévoit de pouvoir rembourser les créanciers en roubles pour les pays considérés comme hostiles. Les pays hostiles sont les pays de l’Union européenne, l’Australie, le Royaume-Uni, le Canada, Monaco, la Corée du Sud, les États-Unis, la Suisse et le Japon,.
Le décret prévoyant le paiement des intérêts en roubles sur la dette émise en dollar ou en euro a été signé le mercredi 22 juin 2022 par Vladimir Poutine. Ce décret donne 10 jours au gouvernement pour nommer une banque chargée du paiement selon un nouveau dispositif. Ce décret prévoit que « Les obligations liées aux Eurobonds de la fédération de Russie seront considérées comme correctement remplies si elles sont exécutées en roubles pour un montant équivalent à la valeur des obligations en devise étrangère ».
Malgré la possibilité de payer en roubles, la Russie a fait défaut sur un paiement d'intérêts le 28 juin 2022 a constaté l'agence Moody's. Le 27 mai 2022, la Russie a une échéance de 100 millions, assortie d'un délai de grâce d'un mois. Le ministre des finances russe reconnait avoir versé l'argent sans que celui-ci soit versé aux créanciers. Dmitri Peskov, le porte-parole du gouvernement russe affirme que parler de défaut de paiement est tout à fait illégitime.

#### Non prise en compte du vote des actionnaires étrangers
Un décret présidentiel pris le mardi 17 janvier 2023 permet aux grandes entreprises russes d'ignorer le vote des actionnaires étrangers des « pays inamicaux ». Cette mesure est une mesure temporaire qui s'applique jusqu'à la fin de l'année 2023. Elle s'applique aux grandes entreprises russes dont le chiffre d'affaires dépasse 100 milliards de roubles (soit 1,5 milliard d'euros) exerçant leur métier dans l'énergie, l'ingénierie ou le commerce.

#### Paiement des exportations russes en roubles
Le président Poutine a demandé le 23 mars 2022 aux autorités russes compétentes de mettre en place dans un délai d'une semaine un nouveau système de paiement en roubles. Sont notamment visées les exportations russes de pétrole et de gaz. Ce changement a l'avantage de remédier à l'embargo et au gel des avoirs en devises occidentales d'une part et d'autre part de faire remonter la monnaie russe sur le marché des devises,. Pour le président du parlement russe, c'est « une décision historique […] un pas vers la dédollarisation de l'économie [russe] ». L'Ukraine dénonce une « guerre économique » de la Russie visant à « renforcer le rouble ». Selon des analystes économiques, cette décision aura probablement « peu de positif » pour le rouble, car même si « cela pourrait accélérer le développement de plus petits blocs commerciaux qui utilisent des devises alternatives, mais celles-ci ne rivaliseront pas avec l'ampleur et la portée du dollar ».
À l'issue de la réunion du G7 le 28 mars 2022, les ministres de l'énergie ont décidé de s'opposer au paiement de leurs achats d'hydrocarbures à la Russie en roubles, rappelant que leurs contrats sont libellés en euro ou en dollar. Le jeudi 31 mars 2022, Vladimir Poutine rappelle l'exigence pour les pays européens inamicaux de se doter d'un compte en roubles à partir de ce vendredi afin de régler leurs achats de gaz. Dans une intervention télévisée le même jour, Vladimir Poutine a insisté parlant des acheteurs européens : « Ils doivent ouvrir des comptes en roubles dans des banques russes. Et de ces comptes ils devront payer le gaz livré et cela dès demain. [..] Si ces paiements ne sont pas effectués, on considérera que ce sera une infraction aux obligations de la part de l'acheteur, et cela aura toutes les conséquences qui s'imposent ».
Dans un souci d'apaisement dans le rapport de forces au sujet du paiement en roubles, un compromis semble avoir été trouvé. Il s'agit pour les pays européens importateurs de gaz, d'ouvrir chez Gazprombank un compte en rouble en plus du compte habituel en devises (euro ou dollar). Le paiement continuera de s'effectuer sur le compte en devises pour les montants indiqués sur les contrats. Les sommes seront alors immédiatement converties en roubles. Sachant que la Gazprombank ne fait pas partie des banques touchées par la déconnexion du système de paiement SWIFT, ce compromis permet de continuer les paiements en dehors du régime des sanctions. Par ailleurs la conversion des sommes vers un compte Gazprombank en roubles permet à Moscou de soutenir la valeur du rouble et de protéger les recettes de la vente du gaz,. Le porte-parole du gouvernement russe a annoncé dans un communiqué le 3 avril 2022 que le délai pour payer en roubles était reporté de 15 jours minimum et pouvait s'étendre jusqu'à début mai.
Faute de s'être pliées aux obligations russes et d'avoir payé les achats de gaz en rouble, la Pologne et la Bulgarie se voient privés de gaz russe à partir du 27 avril 2022. C'est le début d'une période de chantage au gaz naturel de la part de la Russie. La Russie représente 55% des importations de gaz de la Pologne et 90% des importations de la Bulgarie,,. Certains observateurs voient dans ces agissements une manœuvre de la Russie pour tester la solidarité des membres de l'Union européenne. Face à cette réaction russe, Ursula von der Leyen a assuré : « Le Kremlin utilise les énergies fossiles pour essayer de nous faire chanter. La Commission européenne s'y est préparée en étroite coordination et en solidarité avec les Etats membres et les partenaires internationaux. Notre réponse sera immédiate, unifiée et coordonnée »
Les premiers pays à expérimenter la réalité des menaces russes sont la Pologne et la Bulgarie dont la fourniture de gaz russe est coupée par Gazprom le 27 avril 2022. La Pologne et la Bulgarie ont refusé de payer leur approvisionnement en roubles conformément à la demande de Moscou. Le 21 mai 2022 c'est au tour de la Finlande d'expérimenter les menaces moscovites avec l'arrêt de la fourniture de gaz russe de la part de Gazprom. Le Danemark et le Royaume-Uni sont à leur tour privés de gaz russe le 1er juin 2022 pour ne pas avoir payé leur facture en roubles.

#### Dédollarisation de l'économie
Afin de contourner le gel de ses avoirs en dollars ou en euros, les acteurs économiques russes décident une plus forte utilisation du yuan dans leurs échanges commerciaux avec la Chine. Une étude menée par le quotidien économique russe Kommersant indique que sur le mois de mars 2022, un nouveau compte sur 3 est libellé en yuan. Une situation qui varie d'une banque à l'autre mais qui se retrouve dans toutes les banques russes. Il s'agit pour les principaux intéressés de pouvoir commercer en toute confiance et en toute sécurité. Ce mouvement de dédollarisation de l'économie russe fait suite à un premier mouvement opéré après les  sanctions de 2014.
Le marché des changes a été de nouveau ouvert le 13 janvier 2023, après sa fermeture en février 2022. Pour l'instant la conversion de devises n'opère que sur la paire rouble-yuan. Cela indique le choix clair de la dédollarisation de la part de la Russie et un pas de plus vers la construction d'un lien commercial et stratégique fort avec la Chine

#### Développement du tourisme bancaire
Le tourisme bancaire est une mesure qui est née de l'initiative d'entreprises plutôt qu'une véritable réponse gouvernementale. Le tourisme bancaire permet aux russes de disposer d'une carte de paiement (Visa ou Mastercard) malgré les sanctions occidentales. Des tours-opérateurs ont développé des offres tout compris qui permettent pour 500€, de bénéficier d'un séjour à Tachkent, capitale de l'Ouzbékistan afin d'obtenir une carte bancaire grâce au compte chèque ouvert en Ouzbékistan. Carte qui ne sera pas soumise aux sanctions occidentales. L'avantage de la démarche est qu'en Ouzbékistan, comme dans les autres anciennes républiques soviétiques, on y parle russe. Les Russes s'y sentent ainsi moins dépaysés. Par ailleurs l'Ouzbékistan est caractérisé par un très faible délai d'émission de carte bancaire (entre 1 et 3 heures avec un passeport). On revient donc en Russie avec sa nouvelle carte bancaire. D'autres pays ont développé des offres similaires pour les mêmes raisons : l'Arménie ou le Kazakhstan par exemple.
Le tourisme bancaire se porte manifestement bien depuis l'invasion de l'Ukraine. En août 2022, 30 000 Russes sont bénéficiaires d'une carte bancaire obtenue en Arménie. En avril 2022, 12 000 Russes étaient détenteurs d'une carte bancaire émise en Ouzbékistan,.

#### Le désenclavement du système bancaire russe
En réponse à la fermeture du système SWIFT pour ses banques, la Russie cherche à se connecter à d'autres systèmes bancaires. C'est pour cela qu'elle a signé un accord avec l'Iran pour connecter leurs deux systèmes interbancaires. Les 106 banques du SPFS (le système de transfert de messages financiers russe) pourront désormais communiquer avec les 52 banques iraniennes.

### Piratage logiciel et non-respect des brevets
Afin de pallier le départ de nombreux éditeurs logiciels occidentaux, le gouvernement russe envisage de légaliser le piratage des logiciels. Une pratique qui est déjà bien admise par la société et utilisée par 20 % de la population selon une étude d'ESET de 2019. Cette pratique, si elle est appliquée, trouvera cependant une limite car les logiciels professionnels sont de plus en plus distribués en version SAAS.
Depuis le 7 mars 2022, un décret donne la possibilité aux entreprises russes de s'affranchir des droits que représentent les brevets déposés par un pays inamical. Il est toutefois à noter que le respect des brevets étrangers n'a jamais été respecté à la lettre en Russie. Même si le droit des marques est respecté aujourd'hui, il n'empêche qu'en pointillé on soupçonne la Russie de ne pas se montrer sourcilleuse s'il venait à ne pas être respecté pour les marques occidentales qui quittent la Russie,.

### Interdictions d'exportation de certains produits
Afin d'éviter des scénarios de pénurie en Russie, l'administration russe a déterminé une liste de plus de 200 produits qui ne pourront pas être exportés vers les pays considérés comme inamicaux. Cela concerne notamment les secteurs de l'agriculture, des technologies, des télécoms, des composants électriques, des wagons, des conteneurs, des turbines, des machines de traitement des métaux et des pierres, de la médecine ou encore certaines essences de bois. Ces interdictions sont prévues pour durer jusqu'à la fin de l'année,. En revanche, Vladimir Poutine précise que les livraisons des produits énergétiques (gaz et pétrole) ne seront pas touchées, y compris ceux transitant par l'Ukraine. Par ailleurs les engrais, dont la Russie est un des plus grands producteurs mondiaux, sont suspendus d'exportation sur décision du ministre russe de l'industrie. L'objectif recherché par Moscou est de créer une pénurie d'engrais qui aurait une répercussion à la hausse sur le prix des engrais et renchérirait les produits alimentaires.

### Réduction de la coopération spatiale
Roscosmos a annoncé suspendre les lancements depuis la base spatiale de Kourou en Guyane avec son lanceur Soyouz et décide de rapatrier son personnel sur place, soit 87 personnes. Les lancements prévus de satellites occidentaux depuis la base de Baïkonour sont également suspendus. Il en va de même de la coopération spatiale entre Roscosmos et l'Agence spatiale européenne. Celle-ci, en l'absence du lanceur Soyouz, ne dispose plus d'aucun lanceur opérationnel (toutes les Ariane 5 étant déjà réservées et Vega dispose d'un étage ukrainien). Par ailleurs, les lancements sont aussi impactés par l'absence d'avion-cargo capable de transporter les satellites dans un environnement pressurisé jusqu'au pas de tir. Les seuls avions possédant ces caractéristiques sont les avions-cargos Antonov An-124 ukrainiens (aujourd'hui menacés ou détruits) ou russes (sous embargo). Les Beluga ST pourront être adaptés pour prendre le relais mais ils sont moins pratiques (pas de rampe d'accès, ils nécessitent un élévateur pouvant également se placer en porte-à-faux). Enfin les satellites utilisent une motorisation usuellement fournie par la société russe OKB Fakel, jugée plus performante et moins coûteuse que la motorisation proposée par Safran dont on doute de la capacité à fournir un débit permettant d'absorber le planning de lancement pour 2022. Aussi il est à prévoir un ralentissement des lancements pour l'année 2022, afin que l'Europe puisse pallier en interne le manque d'autonomie survenu du fait du retrait russe tant en termes de lanceur, de transport que de motorisation.
Par ailleurs, Roscosmos a annoncé le 30 avril 2022 vouloir mettre fin à sa participation dans la Station spatiale internationale (ISS). La Russie assurera encore ses obligations durant une année avant de quitter la gestion de l'ISS. La Russie fournit à la station le carburant nécessaire à la station spatiale afin de maintenir son altitude. L'annonce de vouloir stopper sa participation à l'ISS a été formulée par le nouveau directeur de Roscosmos qui confirme une volonté déjà évoquée en avril 2022. L'objectif est pour la Russie de quitter l'ISS après 2024 (sans plus de précisions) pour se consacrer au lancement de sa propre station spatiale.

### Projet de nationalisation des entreprises étrangères
Constatant que beaucoup d'entreprises occidentales avaient provisoirement suspendu leur activité en Russie, le parti Russie unie a proposé de nationaliser les entreprises qui ont annoncé l'arrêt de leur production en Russie. Selon l'agence de presse russe Izvestia, une liste de 59 entreprises a d'ores et déjà été établie. Au 10 mars 2022, ce n'est encore qu'une proposition de loi sur laquelle travaillent les députés de la majorité russe.

« Nous allons saisir les actifs des étrangers et des compagnies étrangères en Russie, en fonction de ce que tel ou tel pays a introduit comme sanctions antirusses. Il est possible que nous nationalisions les biens de ressortissants de pays inamicaux. »

— Dmitri Medvedev, vice-président du Conseil de sécurité de Russie.
Un décret présidentiel pris le 16 juillet 2023 transfère les actifs russes de Danone à Rosimushestvo, l'agence de participations de l'état. Alors que Danone cherchait à céder ses actifs et était dans la phase finale de cession de ceux-ci, le Kremlin décide brusquement de nationaliser les actifs de Danone en Russie en en confiant la direction au clan Kadyrov. Le même jour, Carlsberg subit le même traitement.

### Sanctions contre les personnes

#### Contre des citoyens américains
Le 15 mars 2022, la Russie annonce des sanctions contre une liste de 13 hauts responsables des États-Unis. Ceux-ci sont désormais indésirables sur le sol de la Russie. Sont notamment visés Joe Biden, Antony Blinken mais aussi Hillary Clinton. Ces mesures sont clairement une mesure punitive contre les sanctions américaines. Le Ministre russe des affaires étrangères a précisé que le dialogue à très haut niveau avec les États-Unis est maintenu, y compris avec des personnes présentes sur cette liste. Cette mesure est complétée le 21 avril 2022 par une liste additionnelle de 29 personnalités américaines dont la vice-présidente Kamala Harris, le PDG de Meta Mark Zuckerberg ou encore David Ignatius éditorialiste au Washington Post.
Le 21 mai 2022 le Ministère des Affaires étrangères russes met à jour la liste des persona non grata américaines sur le territoire russe qui passe à 963 personnalités. Parmi lesquelles des responsables gouvernementaux, des chefs d'entreprises, des personnes qui ont à un moment donné agacé le Kremlin et même des personnes décédées,.
Le 19 mai 2023 la Russie a annoncé refuser l'accès à son territoire à 500 citoyens américains supplémentaires dont Barack Obama.

#### Contre le gouvernement canadien
La Russie interdit à compter du 15 mars 2022, à Justin Trudeau et à 312 autres personnalités canadiennes (surtout des personnes au niveau fédéral) l'accès au territoire russe. Le communiqué de presse justifie cette décision par « des actions hostiles du régime canadien actuel allant bien au-delà des limites de la décence ». La liste des personnalités canadiennes interdites de territoire russe s'allonge de 61 noms le 21 avril 2022.

#### Contre le gouvernement britannique
Le ministre russe des Affaires étrangères a déclaré le 16 avril 2022 que le Premier ministre britannique, Boris Johnson, ainsi que 11 autres responsables britanniques dont les ministres des Affaires étrangères, de la Défense, de l'Économie et de la Justice étaient désormais interdits d'entrée sur le territoire russe.

#### Contre des citoyens de l'Union européenne
Le ministre russe des Affaires étrangères a affirmé dans une déclaration du 31 mars 2022 que l'entrée du territoire russe était désormais interdite à « un certain nombre de commissaires européens, de chefs d'organes militaires européens, ainsi que la vaste majorité des députés du Parlement européen, des responsables politiques de pays membres de l'Union » qui « ont soutenu les sanctions illégales contre la Russie ou incité à la russophobie ». Sans préciser les noms des personnes concernées.

### Retraits d'organisations internationales

#### Sortie du Conseil de l'Europe
Le 15 mars 2022, afin de se prémunir contre une future exclusion de cette instance, le chef de la délégation russe au Conseil de l'Europe a présenté la décision de sortie de l'instance européenne. La Russie était suspendue de cette instance depuis le 25 février dernier dès son invasion de l'Ukraine. La sortie du Conseil de l'Europe vaut également sortie de la Cour Européenne des Droits de l'Homme. Ce qui retire l'échelon du recours européen pour les décisions judiciaires émanant des tribunaux russes. Institution de recours ultime, la CEDH est chargée de veiller au respect par les États membres de la Convention européenne des droits de l'Homme.

#### Sortie du Conseil des États de la mer Baltique
Suspendue du Conseil des États de la mer Baltique depuis mars 2022, la Russie décide de quitter le CEMB le 18 mai 2022. Instance dédiée à la coopération régionale sur des enjeux de sécurité (crime organisé), économiques ou militaires, le départ de la Russie est un symbole de la déchirure entre Occidentaux et Russes.

### Arrêt des négociations de paix avec le Japon
Le Japon et la Russie (en tant qu'héritière de l'Union soviétique) n'ont toujours pas signé de traité de paix pour clore la Seconde Guerre mondiale. Ces deux pays sont toujours en négociation pour la possession des Îles Kouriles annexées en 1945 par l'Union soviétique.
À la suite des sanctions prises par le Japon à l'encontre de la Russie, cette dernière a annoncé le 21 mars 2022 l'arrêt des négociations de paix arguant qu'il est « impossible de discuter [...] avec un État qui occupe une position ouvertement inamicale et cherche à nuire aux intérêts » de Moscou. Les revendications territoriales sur lesquelles porte le différend concernent quatre petites îles (dénommées « Kouriles du Sud » par la Russie et « Territoires du Nord » par le Japon) habitées par 20 000 personnes. La Russie a par ailleurs mis fin à l'exemption de visa qui concernait les Japonais se rendant sur ces îles.

### Responsabilité pénale des chefs d'entreprise de filiales de groupes occidentaux
Début avril 2022, la Douma étudie la mise au point d'un texte dont l'objectif est de rendre responsable pénalement les chefs de filiales russes de groupes occidentaux, si ceux-ci appliquent les sanctions contre la Russie. Les peines à l'étude combinent amende financière et peine de prison. Les entreprises occidentales se retrouveraient prises entre deux feux vis-à-vis du comportement à adopter quant aux sanctions occidentales.
Une solution qui semble fonctionner car Continental AG a rouvert son usine près de Moscou arguant de son inquiétude quant aux poursuites pénales qui pouvaient être effectuées à l'encontre des salariés locaux. La porte-parole de l'usine déclare « Pour protéger nos collaborateurs en Russie de toute poursuite judiciaire, nous reprenons donc temporairement, en cas de besoin, la production de pneus de voitures, destinés au marché local, dans notre usine de Kaluga ».

### Sanctions contre les entreprises gérant les gazoducs
La Russie a annoncé mercredi 11 mai 2022 des sanctions contre 31 sociétés occidentales (États-Unis, Singapour, Union Européenne) en lien avec le gazoduc Yamal-Europe. Est notamment visée la société EuroPol Gaz, société qui gère la partie polonaise du gazoduc Yamal-Europe. Parmi les nombreuses autres sociétés visées on trouve Gazprom Germania et 29 filiales de ce dernier. Gazprom Germania a quant à elle était placée sous le contrôle du gouvernement allemand à la suite du retrait de Gazprom de son capital. Les sanctions prises par Moscou concernent l'interdiction de transaction et l'interdiction d'entrée dans les ports russes de navires de ces sociétés. Ces différentes sanctions ont pour effet pratique de faire peser une menace sur l'approvisionnement en gaz naturel de l'Europe par le gazoduc Yamal-Europe ainsi qu'avec les structures européennes de négoce et de stockage de Gazprom Germania. Le ministre allemand de l'économie et du climat, Robert Habeck résume ainsi la situation « Le 11 mai, nous avons été informés que la Russie sanctionnait 31 services publics européens, ciblant les opérateurs de stockage et de négoce, dont Gazprom Germania, bien que les opérateurs de réseaux de transmission ne soient pas inclus  »
,.

### Tentative de redéfinir la géopolitique du sport
Pour avoir commencé la guerre le 24 février, soit pendant la tenue des Jeux paralympiques la Russie s'est immédiatement vue condamnée par les organisations olympiques internationales et interdite de compétition aux Jeux paralympiques d'hiver de 2022 de Pékin. Aussi Moscou a entamé une posture destinée à rassurer son peuple dans sa capacité à rassembler des sportifs autour de compétitions de haut niveau.
En quelques jours furent ainsi organisés des compétitions à Khanty-Mansiïsk destinées à faire oublier les athlètes russes exclus des jeux paralympiques de Pékin. Ces jeux paralympiques alternatifs regroupaient autour de la Russie, l’Arménie, le Tadjikistan, le Kazakhstan et la Biélorussie. À terme, l'objectif est de pouvoir recréer un espace sportif international en fédérant autour de Moscou des anciennes républiques de l'Union Soviétique alliées de Moscou, des nations amies tels que les pays de l'Organisation de coopération de Shanghai ou les BRICS. Mais tout le bénéfice du sport power (soft power par le biais du sport) patiemment tissé sous l'époque Poutine est mis à bas,.

### Pressions sur les pays consommateurs de gaz
La Russie a baissé deux fois en quelques jours le volume de gaz servi via Nord Stream. Pour le faire passer de 167 millions de m3 jour à 67 millions de m3 jour au 15 juin 2022. Les pays visés par cette baisse sont l'Allemagne et l'Italie, les plus gros consommateurs de gaz russe d'Europe. Cette baisse dans le volume des livraisons est justifiée par Gazprom par un problème d'ordre technique, un équipement Siemens défaillant. Une situation analysée en Europe comme une volonté de Moscou de faire grimper les prix du gaz. Depuis le 15 juin 2022 la France ne reçoit plus de gaz de la Russie via le gazoduc Nord Stream. Celui-ci transitait par l'Allemagne pour arriver en France sur le réseau de GRTgaz. Alors qu'officiellement il s'agit d'un problème d'ordre technique, la France y voit une décision politique de Moscou, destinée à 'punir' les pays inamicaux. Certains analysent cette décision de Moscou comme le prix à payer pour la visite à Kiev de Macron, Draghi et Scholz intervenue le mercredi 15 juin 2022. Après une embellie dans le fonctionnement de Nord Stream 1, Moscou annonce de nouveau une baisse du volume à environ 20% du volume de Nord Stream 1, soit 33 millions de m3 jour. La Russie prétexte une turbine qui serait en réparation au Canada, bloquée depuis les sanctions. L'Allemagne analyse cette nouvelle baisse comme une volonté de faire plier l'Europe Occidentale, en premier lieu l'Allemagne. Le 30 juillet 2022, c'est au tour de la Lettonie d'expérimenter l'arrêt des livraisons de gaz pour « violation des conditions de prélèvement ». Début septembre 2022 Nord Stream 1 est à l'arrêt total et ne reprend pas après un arrêt de maintenance qui aurait dû ne durer que 3 jours. Le lundi 5 septembre 2022, la Russie assume utiliser le gaz comme arme politique dans le conflit avec l'Ukraine, et précise que la livraison de gaz via Nord Stream 1 ne reprendra pas tant que les pays occidentaux maintiendront les sanctions contre la Russie.
De l'autre côté du pays, sur la presqu'île de Sakhaline, Moscou met la pression sur l'approvisionnement en GNL du Japon. Le projet de Sakhaline-2 - dont le Japon est actionnaire à hauteur de 22,5% - est remis à plat par les russes. Ces derniers ont décidé de prendre le contrôle du projet Sakhaline-2, les actionnaires du projet ayant un mois pour décider s'ils acceptent les nouvelles conditions et entrent au capital de la nouvelle société, faute de quoi ils se voient expropriés par Gazprom. Le projet Sakhaline-2 est important pour le Japon car il fournit 9% du GNL importé par le Japon.
En novembre 2022, les exportations gazières vers la Moldavie (via l'Ukraine) sont menacées de réduction en raison d'un différend entre la Russie et l'Ukraine. Cette dernière est accusée par Moscou de siphonner le gaz à destination de la Moldavie.

### Pressions sur les pays consommateurs de pétrole
En décembre 2022, la Russie annonce mettre fin en février aux exportations vers les pays mettant en place un plafonnement à 60 $ du prix auxquels ils achètent le pétrole russe, cela concerne ainsi l'Union européenne, les autres membres du G7 et l'Australie.

### Rabais sur les prix des matières premières énergétiques exportées
Afin de contrer l'embargo sur l'achat de pétrole et de charbon russe, Moscou propose des discomptes intéressants à l'achat de ces matières premières. Pétrole et charbon sont ainsi proposés à des prix très compétitifs, redessinant la carte des clients de la Russie.

#### Le charbon
La Russie était en 2021 le 3e exportateur mondial de charbon avec une part de marché de 18% du total des exportations mondiales. La décote appliquée par la Russie a incité de nombreux pays à redéployer leurs achats d'autant plus que depuis janvier 2022, le prix de la tonne de charbon a progressé de 117% pour atteindre 326$ la tonne au 26 avril 2022. C'est ainsi que des pays comme l'Inde ou la Chine ont été tentés par la décote proposée sur le prix de la tonne de houille et sont devenus des importateurs réguliers de houille russe. L'Inde a par exemple réussi à acheter des cargaisons de charbon au prix de 160-165$ la tonne en avril soit pratiquement la moitié du cours officiel. L'Inde et la Chine utilisent le charbon dans leurs centrales pour la production d'énergie électrique.

#### Le pétrole
De la même manière que pour le charbon, l'embargo sur le pétrole russe décidé par les pays occidentaux pousse les Russes à redéfinir la carte de leurs exportations. C'est ainsi que sont apparus parmi les premiers importateurs de pétrole russe l'Inde, la Chine et l'Arabie Saoudite.
Les importations de pétrole russe se sont monté à plus de 40 millions de baril pour l'Inde depuis la guerre en Ukraine, alors que le pays importe habituellement en année pleine 16 millions de barils par an. L'Inde utilise à fond le pétrole russe dans ses raffineries et se livre à un commerce lucratif : elle achète à bas coût du pétrole russe, qu'elle raffine et propose ensuite au prix fort aux occidentaux. Les premières cargaisons achetées par l'Inde en mars 2022 ont été payées au prix de 25$ le baril (contre 100$ sur les marchés). La Russie a annoncé en mars 2023 avoir multiplié ses exportations de pétrole vers l'Inde par 22 en 2022.
Les importations chinoises de pétrole russe ont quant à elles augmenté en mai 2022 de 55%. Les deux pays ont à cette occasion souligné un accroissement de leur coopération dans le domaine énergétique, Pékin ne cachant pas son soutien officiel de Moscou dans la crise ukrainienne.
L'Arabie Saoudite se livre aussi à une opération comptable gagnante en achetant à la Russie du pétrole bradé pour l'utilisation dans ses centrales électriques, au lieu d'utiliser le sien qu'elle continue de vendre au cours du marché. Les centrales électriques saoudiennes tournent à plein régime en été afin de fournir en électricité les besoins en climatisation. Pour l'Arabie Saoudite il s'agit plutôt d'un choix financier que d'un soutien politique envers Moscou. Cependant ce choix risque de faire grincer des dents du côté de Washington.
La politique destinée à trouver de nouveaux débouchés aux produits pétroliers russes a porté ses fruits : en avril 2023 les exportations russes de pétrole sont à leur plus haut niveau depuis trois ans. Une récente étude de l'Agence internationale de l'énergie montre ainsi que les recettes pétrolières russes ont chuté de 43% sur un an à 12,7 milliards  de dollars, alors que les volumes ont augmenté sur la même période. Pour arriver à de tels résultats, la Russie a réussi à rediriger le flux de ses produits pétroliers vers d'autres destinations, non alignées sur les sanctions occidentales : essentiellement la Chine et l'Inde,,. Sur ces pays qui ont vu leurs importations de pétrole augmenter depuis que des sanctions occidentales sont appliquées à la Russie, certains opèrent un blanchiment du pétrole russe pour le revendre à l'occident. Un rapport du Centre for Research on Energy and Clean Air (CREA) a identifié la Chine, l'Inde, les Émirats Arabes Unis, la Turquie et Singapour comme des pays qui pratiquent le blanchiment de pétrole pour le compte de la Russie. Le CREA a qualifié ces pays de blanchisseurs car ils ont augmenté de plus de 140% leurs importations de pétrole brut russe alors que dans le même temps ils ont augmenté leurs exportations de produits pétroliers raffinés vers l'occident de 26%.

### Le contournement des sanctions par le développement de nouveaux liens commerciaux
Pour contourner les sanctions établies par les pays occidentaux, les Russes ont développé de nouvelles liaisons commerciales avec des pays tiers non impliqués par les sanctions. Les entreprises russes utilisent ainsi la Turquie comme pays transitaire. Les hommes d'affaires russes créent des entreprises en Turquie pour importer des marchandises destinées à être réexportées vers la Russie.  La Turquie devient une plaque tournante du transit commercial avec la Russie.
Les services de renseignement des Pays-Bas ont détecté une intense activité de création de société par des hommes d'affaires russes  dans leur pays. Les russes se serviraient, de la même manière que pour la Turquie, de sociétés écran pour mettre la main sur du matériel technologique. Il est possible que les russes aient créé ce type de sociétés écran dans d'autres pays européens.
En Belgique, une filière a été découverte par une enquête de The Insider, employant un officier du GRU et sa famille, et faisant transiter les composants électroniques occidentaux par une société-écran turque. Cette filière travaille pour Sonatek, une société russe évoluant dans le secteur de la défense,.
Le Kirghizistan s'est révélé en 2024 comme un précieux allié de Moscou dans le contournement des règles du blocus occidental. Ainsi les importations en provenance de l'Union européenne ont été  multipliées par dix depuis le début de la guerre contre l'Ukraine alors que dans le même temps les exportations  vers Moscou sont passées de 352,8 millions d'euros en 2021 à plus de 960 millions d'euros dès 2022. Des manœuvres qui rapportent au PIB 6% à 7% de croissance annuelle en plus. Le système est tellement florissant que l'état kirghize a eu la bonne idée de créer une entreprise nationale destinée à gérer tous les flux commerciaux qui ne transitent pas physiquement par le Kirghizistan. Une autre manière de nationaliser le contournement des sanctions occidentales.